# Hans Paumen

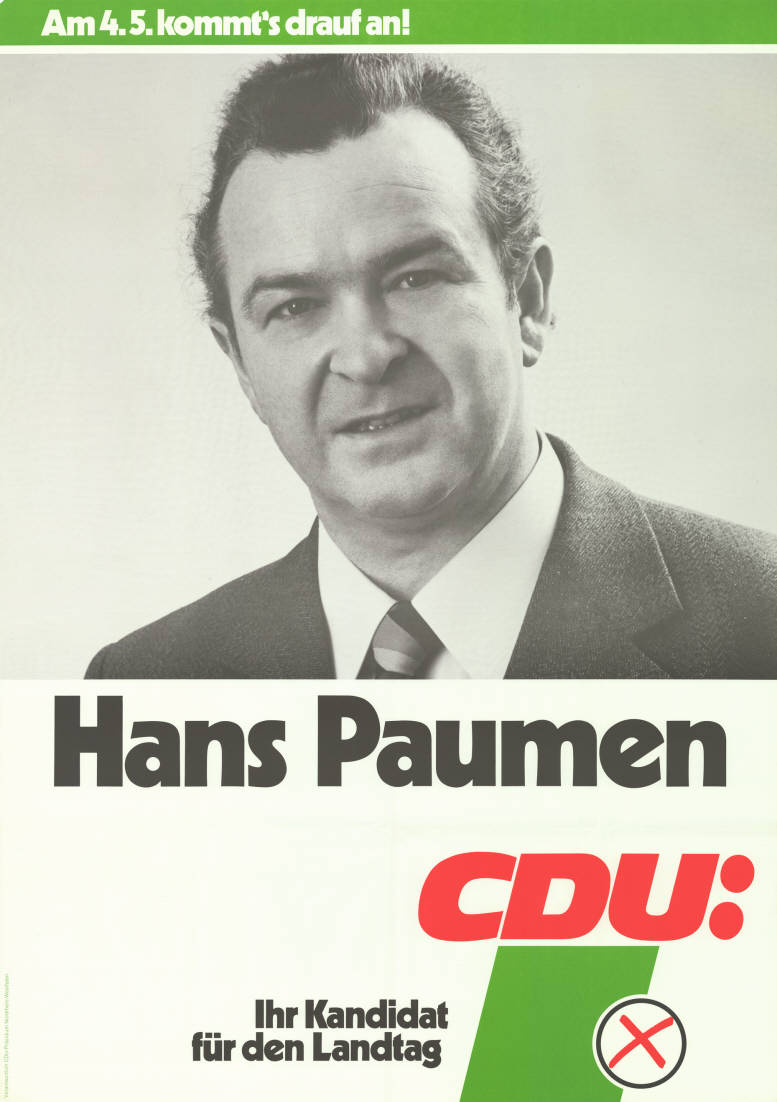
Kandidatenplakat zur Landtagswahl in Nordrhein-Westfalen 1975

Hans Paumen (* 24. Juni 1929 in Düsseldorf; † 8. September 2007) war ein deutscher Politiker der CDU.

## Ausbildung und Beruf
Hans Paumen besuchte die Volksschule und das Abendgymnasium. Er legte die Inspektorenprüfung ab. Später erlangte er das Diplom der Verwaltungs- und Wirtschaftsakademie Düsseldorf und wurde Oberamtsrat. 1970 wurde er gemäß Landesrechtsstellungsgesetz in den Ruhestand versetzt. Nach § 32 des Abgeordnetengesetz (AbgG NW) schied er 1980 aus dem Amt aus.

## Politik
Hans Paumen war seit 1948 Mitglied der CDU. Er war zwölf Jahre Kreisvorsitzender der Jungen Union Düsseldorf und mehrere Jahre Mitglied des Landesrates der Jungen Union Nordrhein-Westfalen sowie des Deutschlandrates der Jungen Union. 1952 wurde er Mitglied des Kreisparteivorstandes der CDU Düsseldorf.
Hans Paumen war vom 29. April 1966 bis 23. Juli 1966 Mitglied des 5. Landtages von Nordrhein-Westfalen, in den er nachrückte. Vom 26. Juli 1970 bis zum 29. Mai 1985 war er direkt gewähltes Mitglied des 7., 8. und 9. Landtages für den Wahlkreis 046 Düsseldorf III bzw. für den Wahlkreis 049 Düsseldorf VI.

## Ehrungen
- 1982: Verdienstkreuz am Bande der Bundesrepublik Deutschland
- 1990: Verdienstkreuz 1. Klasse der Bundesrepublik Deutschland